# Puéchabon
Puéchabon is een gemeente in het Franse departement Hérault (regio Occitanie) en telt 410 inwoners (2005). De plaats maakt deel uit van het arrondissement Lodève.

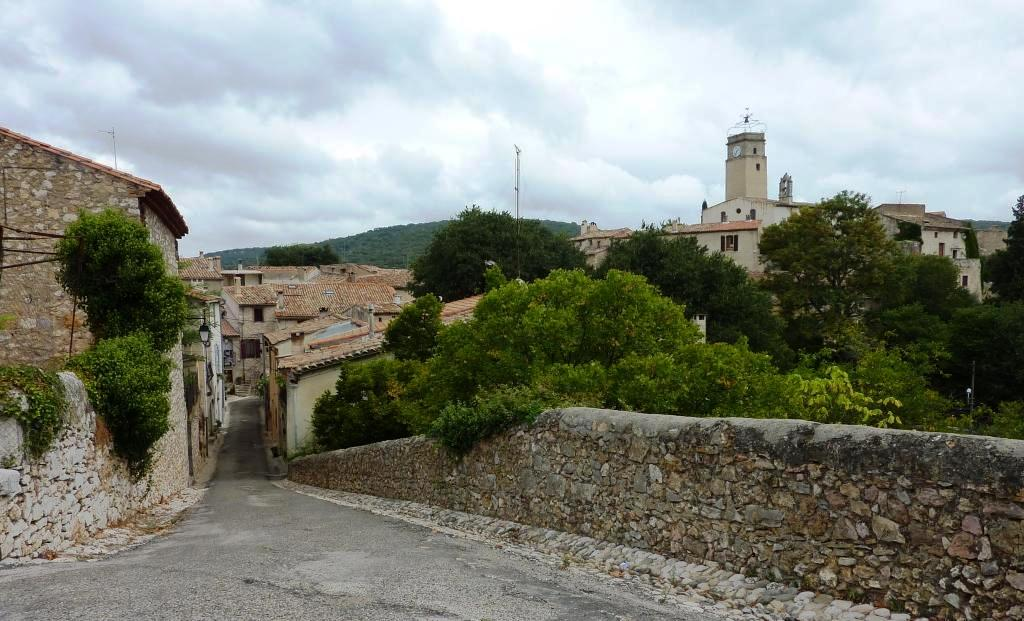
Zicht op Puéchabon

## Geografie
De oppervlakte van Puéchabon bedraagt 30,3 km², de bevolkingsdichtheid is 13,5 inwoners per km².

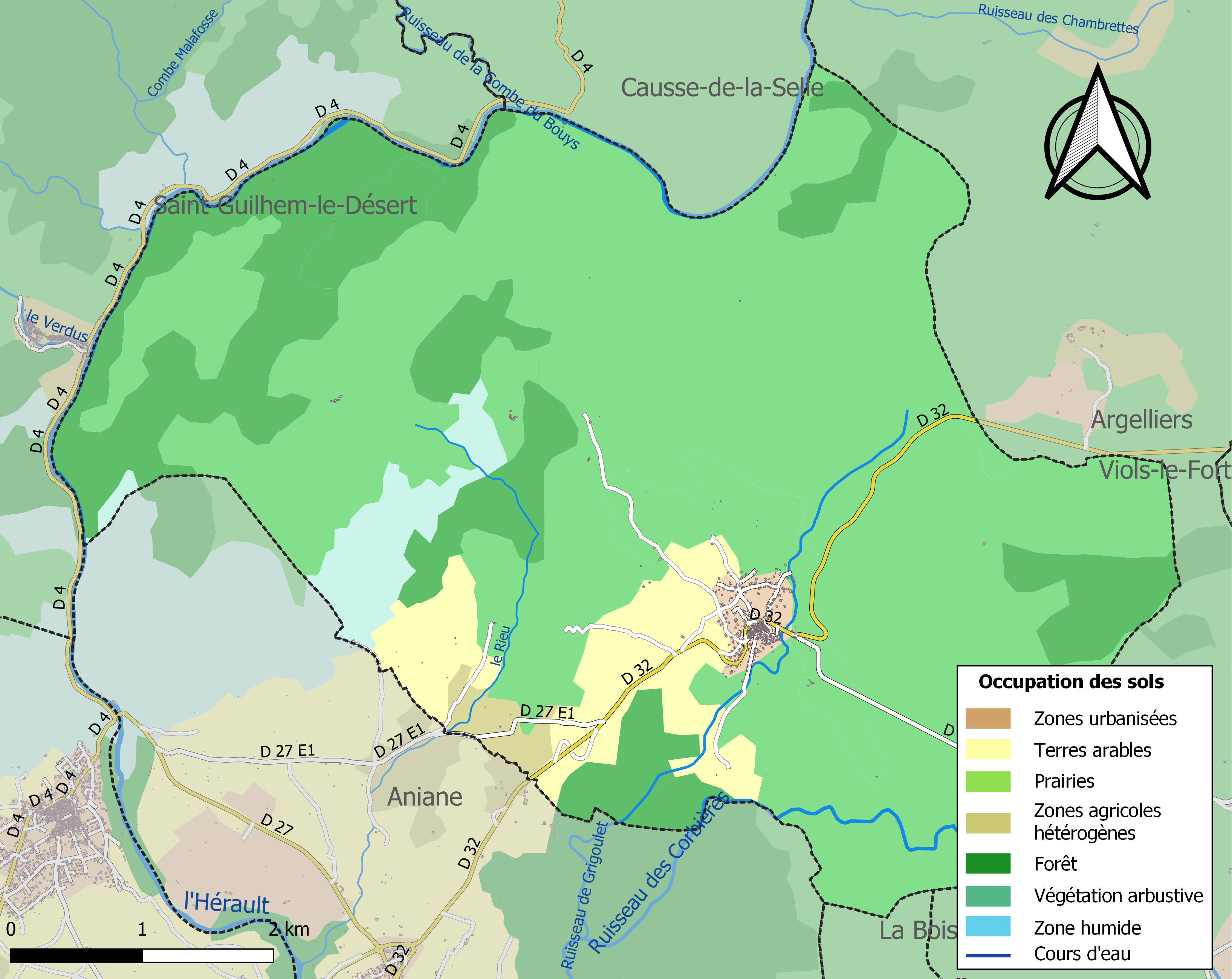
Kaart van de gemeente met de belangrijkste infrastructuur, bodemgebruik en omliggende gemeenten

## Demografie
Onderstaande figuur toont het verloop van het inwonertal (bron: INSEE-tellingen).